# حقبة ما بعد سوهارتو في إندونيسيا

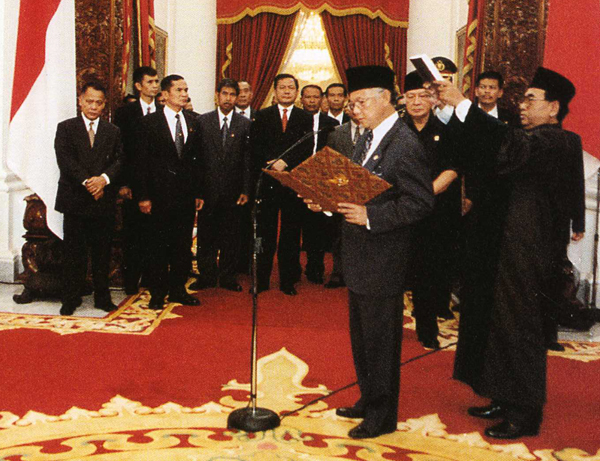

بدأت حقبة ما بعد سوهارتو في إندونيسيا باستقالة الرئيس  الاستبدادي سوهارتو في عام 1998، وخلال تلك الفترة عاشت البلاد مرحلة انتقالية. تُعرف هذه الفترة في إندونيسيا باسم ريفورماسي (وتعني الإصلاح)، وتميّزت الريفورماسي ببيئة سياسية واجتماعية أكثر انفتاحًا وليبرالية.
تضمّنت القضايا الأساسية خلال هذه الفترة الضغط من أجل ديمقراطية أكثر انتشارًا وحكم مدني، ومحاولة بعض عناصر الجيش الاحتفاظ بنفوذها، وتنامي الإسلاموية في السياسة والمجتمع، ومطالب لمزيد من الحكم الذاتي الإقليمي. نتج عن عملية الإصلاح درجة أعلى من حرية التعبير، وحالة معاكسة تمامًا للرقابة الشديدة في ظل النظام الجديد. وقد أدى ذلك إلى نقاش سياسي أكثر انفتاحًا في وسائل الإعلام الإخبارية وزيادة حرية التعبير في الأعمال الفنية آنذاك. تشمل الأحداث التي أعطت إندونيسيا شكلها في تلك الفترة حملة قصف من قبل إرهابيين إسلاميين (بما في ذلك تفجيرات بالي عام 2002) وزلزال وتسونامي المحيط الهندي عام 2004.

## سقوط سوهارتو
أدى إصلاح عام  1998إلى تغييرات في مختلف المؤسسات الحكومية في إندونيسيا، بما في ذلك هياكل السلطة القضائية والتشريعية والتنفيذية. بشكل عام  يمكن العودة في أسباب سقوط سوهارتو في عام 1998 إلى الأحداث التي بدأت في عام 1996، عندما بدأت القوى المعارضة للنظام الجديد في الالتفاف حول ميجاواتي سوكارنوبوتري، رئيسة الحزب الديموقراطي الإندونيسي وابنة الرئيس المؤسس سوكارنو. عندما حاول سوهارتو عزل ميجاواتى كرئيسة لهذا الحزب، احتل طلّاب ناشطون وموالون لميجاواتى مقر الحزب الديموقراطي الإندونيسي في جاكرتا. وقد انتهى هذا التحرّك بما يعرّف بالسبت الأسود يوم  27يوليو، عندما فضّ الجيش المظاهرات.
أدّت تلك الأحداث بالإضافة إلى مخاوف متزايدة بشأن انتهاكات حقوق الإنسان في تيمور الشرقية التي تحتلها إندونيسيا، إلى زعزعة علاقات سوهارتو الودية مع الدول الغربية مثل أستراليا والمملكة المتحدة والولايات المتحدة. وقد ساءت هذه الأمور أكثر عندما أصابت الأزمة المالية الآسيوية عام  1997إندونيسيا، وأبرزت فساد النظام الجديد.
انتشرت آثار عدم الاستقرار الاقتصادي الناجم عن الأزمة في معظم أنحاء البلاد، على شكل ارتفاع أسعارالمواد الغذائية والسلع الأساسية، وانخفاض مستويات المعيشة ونوعية الحياة. ما أثار أعمال شغب، استهدف كثير منها الإندونيسيين الصينيين. اُفترِض أنّ أعمال الشغب هذه كانت بمساعدة أو تحريض من قبل الجيش لتحويل غضب الشارع عن سوهارتو نفسه، عُزّزت هذه الفرضية بنتائج التحقيقات البرلمانية والمستقلّة.
انتشرت في غرب كاليمانتان أعمال عنف بين شعوب الداياك والمادوريون في عام 1996، اُرتكبَت مذابح ومجازر واسعة النطاق بحق المادوريون خلال أعمال الشغب في سامباس في عام  1999ونزاع سامبيت عام 2001، في صراع سامباس ارتكب كل من الداياك والملاويون جرائم القتل بحق المادوريون.
دفع عدم الرضا المتزايد عن الحكم الاستبدادي لسوهارتو والانهيار السريع للاقتصاد الكثيرين-خاصةً من الشباب- إلى تجديد احتجاجاتهم ضد النظام الجديد. خلال الفترة 1997-1998 (بشكل خاص في 13-15مايو 1998) اندلعت أعمال شغب في إندونيسيا. أحرق المتظاهرون كل شيء داخل المدينة، بما في ذلك السيارات والدراجات النارية والمباني والآثار بالإضافة إلى أعمال النهب والسرقة من المتاجر. ازداد الوضع سوءًا عندما بدأت عمليات القتل والاغتصاب،  التي سقط ضحيتها العديد من الأشخاص معظمهم من الإندونيسيين الصينيين. ولم يتخذ الجيش أو الشرطة أي إجراء. في عام 1998، قرر سوهارتو أن يمثل أمام البرلمان لإعادة انتخابه وفاز. اعتبرت النتيجة مشينة لدرجة أن الطلاب احتلوا مبنى البرلمان. وسرعان ما انسحب سوهارتو من الرئاسة وعيّن يوسف حبيبي (الذي ينتسب إلى حزب العمّال الإندونيسي، الحزب الذي ينتسب إليه سوهارتو أيضًا) خليفةً له، آخذين بعين الاعتبار القوة غير المرئية وراء العرش، يعتقد الكثيرون أن الجنرال ويرانتو كان وراء قرار سوهارتو بالتنحي.